# That's How You Write a Song
Chansons représentant la Norvège au Concours Eurovision de la chanson
Grab the Moment
(2017) Spirit in the Sky
(2019)
That's How You Write a Song (en français « C'est comme ça que tu écris une chanson ») est une chanson écrite et interprétée par le chanteur et violoniste norvégien Alexander Rybak. Elle représente la Norvège au Concours Eurovision de la chanson 2018 à Lisbonne, au Portugal. La chanson sort sur les plateformes de téléchargement le 15 janvier 2018.

## Classement
| Classement (2018)                              | Meilleure position |
| ---------------------------------------------- | ------------------ |
| Belgique (Flandre Ultratip Bubbling Under 100) | 29                 |
| Norvège (VG-lista)                             | 28                 |